# مسکو (ایندیانا)
مسکو (به انگلیسی: Moscow) یک منطقهٔ مسکونی در ایالات متحده آمریکا است که در شهرستان راش، ایندیانا واقع شده‌است. مسکو ۲۷۰٫۹۷ متر بالاتر از سطح دریا واقع شده‌است.